# Ottilie Roederstein
Ottilie Wilhelmine Roederstein (Zúrich, 22 de abril de 1859-Hofheim am Taunus, 26 de noviembre de 1937) fue una pintora germano-suiza. Su pareja fue Elisabeth Winterhalter, una de las primeras doctoras en Alemania.

## Biografía

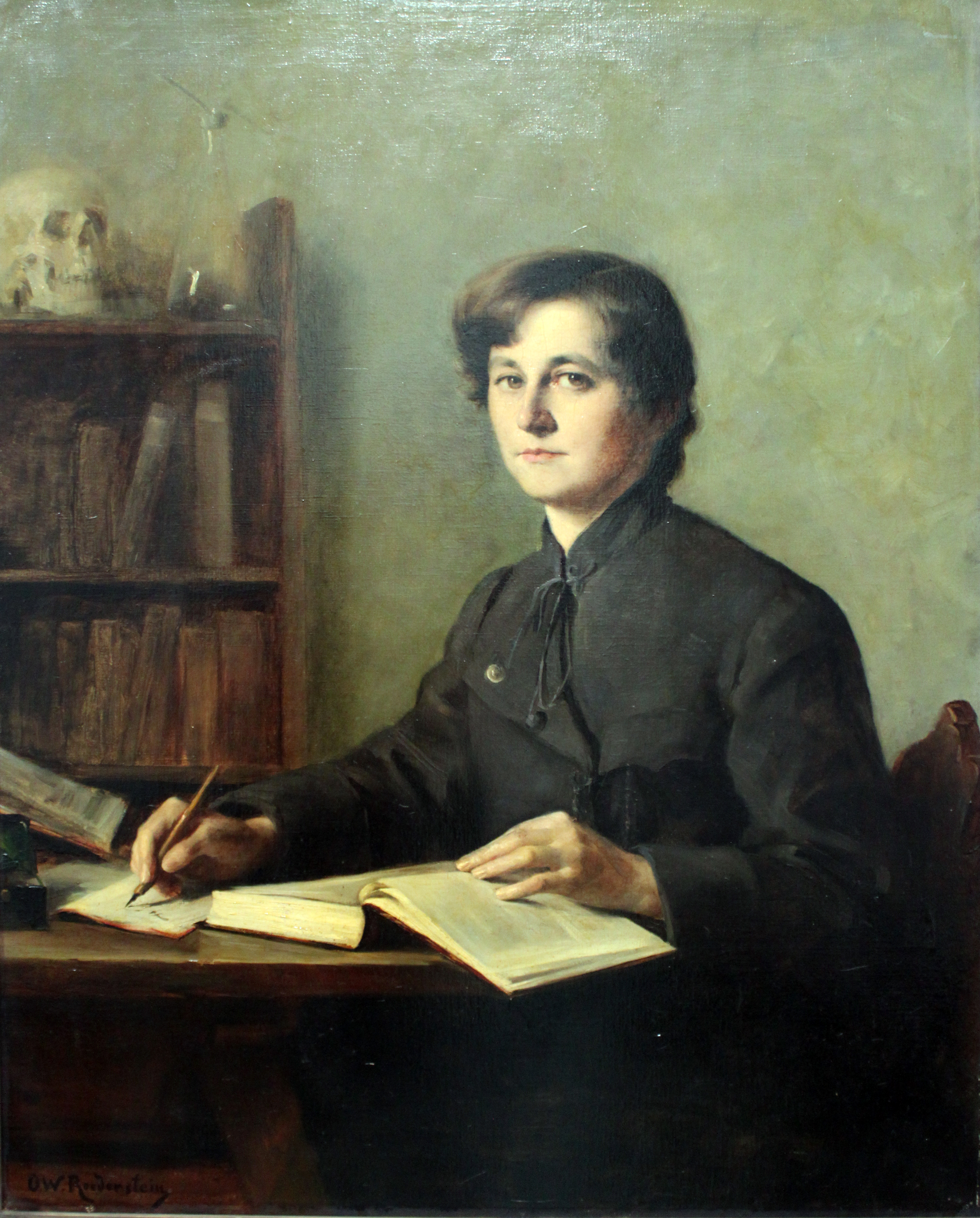
Retrato de Elisabeth Winterhalter (1887)

Roederstein nació en Suiza. Era la segunda hija de un empresario de Alemania que se trasladó para trabajar como representante de una empresa textil suiza.
Se sintió atraída por la pintura por primera vez cuando el ahora olvidado pintor suizo Eduard Pfyffer (1836–1899) fue a su casa para hacer retratos familiares. Este interés fue creciendo a través de sus las visitas a los museos locales. Para una mujer, la formación como pintora habría ido en contra de las convenciones sociales contemporáneas. Su madre se oponía claramente a sus deseos, pero la perseverancia finalmente hizo que su padre acabara por apoyarla y, en 1876, pudo estudiar con Pfyffer, por lo que estaba cerca de casa.
Su talento para la pintura de retratos pronto se hizo evidente y rápidamente superó a otros pintores del estudio de Pfyffer. Su oportunidad llegó cuando su hermana Johanna se casó con un hombre de negocios de Berlín. Johanna y su esposo acordaron dejarla vivir con ellos allí, y ella encontró un lugar como estudiante en una clase especial para mujeres impartida por Karl Gussow. En 1882, tuvo su primera exposición con un marchante de arte en Zúrich y fue bien recibida. Ese mismo año, siguió a una amiga a París, donde encontró un puesto en los estudios de Carolus-Duran y Jean-Jacques Henner. En 1887, ya podía mantenerse a sí misma con las ventas y las comisiones y ya no tuvo que depender de sus padres. Participó en el Salón de París y ganó la Medalla de Plata en la Exposición Universal (1889). Expuso su trabajo en el Edificio de la Mujer en la Exposición Mundial Colombina de 1893 en Chicago, Illinois.
Después de 1890, se mudó a Frankfurt para estar con su pareja, Elisabeth Winterhalter, aunque viajaba mucho (incluido un viaje a África en 1913). Sin embargo, nunca perdió la pista de sus raíces suizas y se convirtió en ciudadana honoraria de Zúrich en 1902. Cinco años después, Elisabeth y ella se establecieron en Hofheim am Taunus (un suburbio de Frankfurt). Entre sus modelos estaba Gwen John, a quien le intrigaba que Roederstein usara una camisa, una chaqueta y un reloj de bolsillo. La pintura de Roederstein de ella como «La carta» se expuso en el salón de la Société Nationale des Beaux-Arts en 1908. Ese mismo año, Roederstein y su pareja ayudaron a crear la Schillerschule, la primera escuela para niñas de Frankfurt. Después de la guerra, hizo varios retratos de mujeres que quedaron viudas por la guerra. Continuó exponiendo regularmente hasta 1931.